# مرسدس-بنز ۵۰۰کی
مرسدس بنز ۵۰۰کا (W29) (به انگلیسی: Mercedes-Benz 500K) یک ماشین تور بزرگ است که توسط مرسدس بنز بین سالهای ۱۹۳۴ و ۱۹۳۶ ساخته شده است. اولین بار در نمایشگاه اتومبیل برلین در سال ۱۹۳۴ به نمایش گذاشته شد، دارای نام کارخانه W29 بود. متمایز از ۵۰۰ سدان توسط "K" برای کمپرسور (آلمانی برای سوپرشارژ)، فقط در این اتومبیل‌های عملکردی نصب شده بود، جانشین مرسدس بنز ۳۸۰ شد که درست در سال گذشته معرفی شد. این موتور هم یک موتور بزرگتر، قدرتمندتر و هم بدنهٔ مجلل تری را برای پاسخگویی به تقاضای مشتریان برای تجمل و عملکرد بیشتر ارائه می‌دهد.
مرسدس بنز ۵۰۰کا از جمله خودروهایی است که در کلکسیون ماشین‌های کلاسیک متعلق به محمدرضا شاه پهلوی قرار داشت.

## مشخصات فنی
۵۰۰کا از همان سیستم تعلیق مستقل که در ۳۸۰ معرفی شده بود استفاده کرد، دارای یک محور جلو با استخوان مضاعف، محور چرخش دو مفصل در عقب، و موقعیت چرخ جداگانه، فنرهای سیم پیچ و میرایی، اولین بار در جهان. در نتیجه، این یک ماشین راحت تر و بهتر از نسل قبلی رودسترهای مرسدس S / SS / SSK از دهه ۱۹۲۰ بود و جذابیت بیشتری برای خریداران، به ویژه تعداد روزافزون رانندگان زن با پاشنه در آن زمان، داشت.
با فشار دادن پدال گاز، سوپرشارژر روت کاملاً درگیر شده، موتور پنج لیتری مستقیم هشت را به ۱۶۰ اسب بخار نیرو (۱۲۰ کیلووات) می‌رساند و ماشین را قادر به بیش از ۱۶۰ کیلومتر در ساعت (۱۰۰ مایل در ساعت) می‌کند، در حالی که با سرعت حداکثر ۳۰ لیتر در ۱۰۰ کیلومتر (۹٫۴ کیلوگرم در ساعت در هر بشکه؛ ۷٫۸ کیلوگرم در ساعت در هر ثانیه) سوخت مصرف می‌کند.
سه شاسی و هشت بدنه مختلف برای مشتریان در دسترس بود؛ دو نسخه کابریولت چهار نفره بلندتر "B" و "C" روی یک محور چرخ ۳۲۹۰ میلی‌متر (۱۲۹٫۵ اینچ) سوار شدند و بعداً در سایر مدلهای سدان و اتومبیل گردشی. شاسی کوتاه "A"، با فاصله دو محور ۲۹۸۰ میلی‌متری (۱۱۷٫۳ اینچ)، زیربنای مدل‌های دو نفره بود: پیاده‌روی بزرگراه و رودستر ویژه ۱۹۳۶ که بالاترین عملکرد را داشتند. در همه مدل‌ها از تجهیزات پیشرفته ای مانند شیشه ایمنی، ترمزهای هیدرولیکی و سیستم الکتریکی ۱۲ ولتی استفاده شده است که برای تحمل بار پاک کن‌های برقی شیشه جلو اتومبیل، قفل درها و نشانگرها کافی است.

## ارقام تولید
از تولید ترکیبی ۵۰۰کا (۳۴۲ اتومبیل)، از جمله ۲۹ «رودستر ویژه» در طول دو سال تولید، و خودروی ۵۴۰کا بعدی (۴۱۹ اتومبیل) در زیندلفینگن،

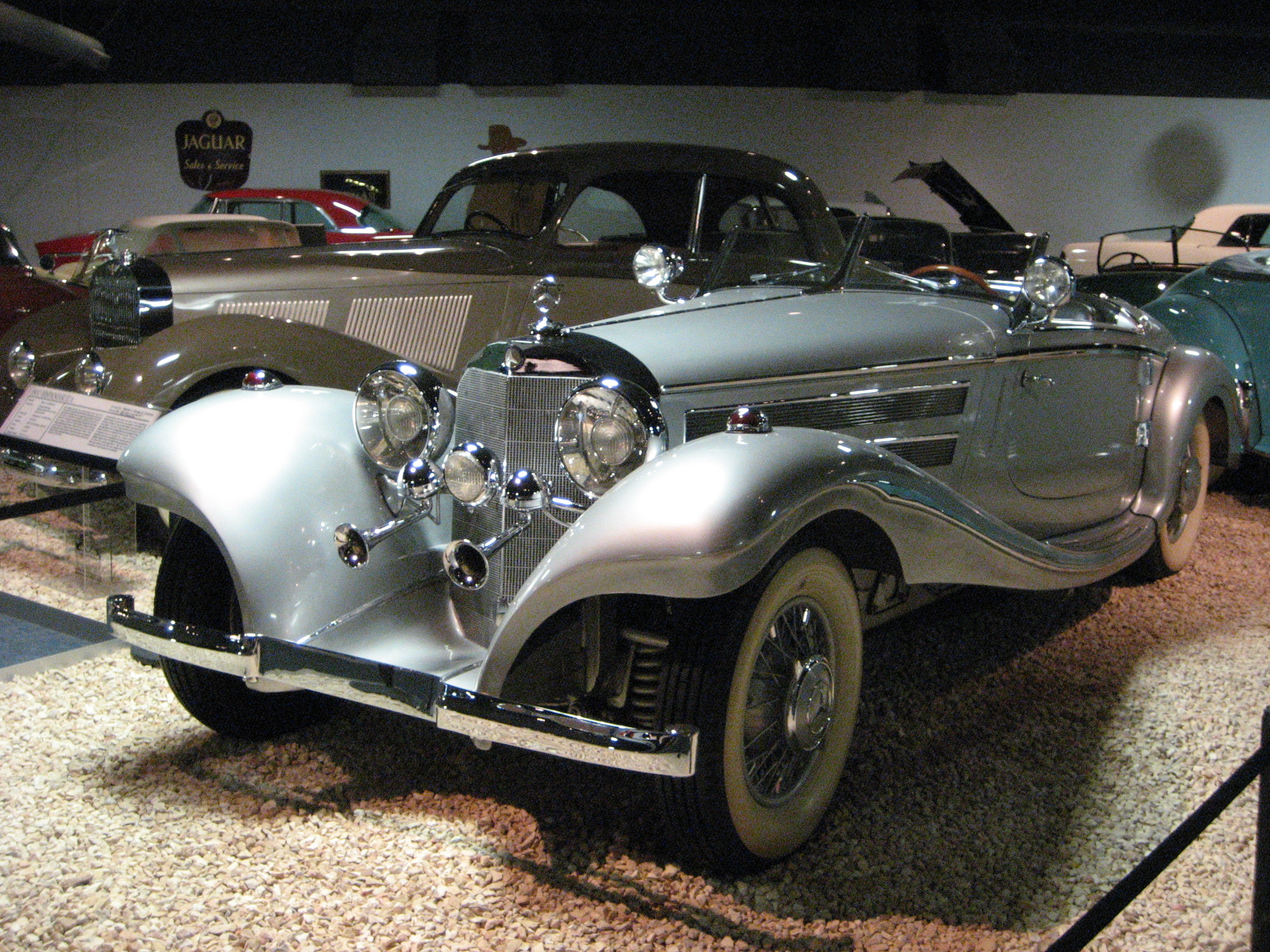
مرسدس بنز ۵۰۰ کا ویژه رودستر ۱۹۳۶.

تحویل‌ها به شرح زیر بود:
- ۷۰ شاسی بدون بدنه
- ۲۸ اتومبیل روباز (تورن واگن)
- ۲۳ سدان با ۴ در (عمدتا ۵۰۰کا)
- ۲۹ سدان با ۲ در (عمدتا ۵۴۰کا)
- ۱۲ کوپه
- ۶ کروز اتومبیل (Autobahn-kurier)
- ۵۸ رودستر
- ۱۱۶ کابریولت A
- ۲۹۶ کابریولت B
- ۱۲۲ کابریولت C

## ارزش فعلی
امروزه این اتومبیل‌ها به دلیل میراث و کمبودشان قیمت بالایی دارند. هنگامی که مجموعه اتومبیل‌های برتر فرمول یک برنی اکلستون در اکتبر ۲۰۰۷ به حراج گذاشته شد، شامل پنج اتومبیل مرسدس قبل از جنگ بود و کابریولت ۵۰۰کا ویژه او تقریباً ۷۰۰۰۰۰ پوند (۱٫۴۵ میلیون دلار آمریکا) درآمد داشت.